# Chaetomellales
Chaetomellales Crous & Denman – rząd grzybów z klasy patyczniaków (Leotiomyces).

## Systematyka
Pozycja w klasyfikacji według Index Fungorum:
Leotiomycetidae, Leotiomycetes, Ascomycota, Fungi.
Według aktualizowanej klasyfikacji Index Fungorum bazującej na Dictionary of the Fungi do rzędu Chaetomellales należą:
- rodzina Chaetomellaceae Baral, P.R. Johnst. & Rossman 2015
- rodzina Marthamycetaceae Baral, Lantz, Hustad & Minter 2015[1].